# باتريك بونا
باتريك بونا (بالإيطالية: Patrick Bona)‏ هو لاعب هوكي جليد إيطالي، ولد في 14 فبراير 1981 في بولسانو في إيطاليا.

## وصلات خارجية
- باتريك بونا على موقع EliteProspects.com (الإنجليزية)
- باتريك بونا على موقع Eurohockey.com (الإنجليزية)
- باتريك بونا على موقع HockeyDB.com (الإنجليزية)